# 青羊参
青羊参（学名：Cynanchum otophyllum）为夹竹桃科鹅绒藤属的植物。分布于中国大陆的广西、四川、贵州、云南、西藏、湖南等地，生长于海拔1,500米至2,800米的地区，常生长在溪谷疏林中、山地和山坡路边，目前尚未由人工引种栽培。

## 别名
千年生（云南）；奶浆藤（四川）；白芍（云南楚雄）；青阳参、青洋参、白芩（云南昆明）；白芪、白药（云南丽江）